# Воронцово (Урицкий район)
Воронцово — посёлок в Урицком районе Орловской области России.
Входит в состав Котовского сельского поселения.

## География
Расположен на правом берегу реки Орлик; на противоположном берегу находится деревня Бутово. Просёлочная дорога соединяет Бутово через деревню Ледно с автомобильной трассой Р-120.
В посёлке имеется одна улица — Воронцово.

## Население
| 2010 |
| ---- |
| 11   |